# Craig Thomas (politikus)
Craig Thomas (Cody, 1933. február 17. – Bethesda, 2007. június 4.) az Amerikai Egyesült Államok szenátora (Wyoming, 1995–2007).